# Schleswig du Nord
Le Schleswig du Nord (en danois : Nordslesvig, en allemand : Nordschleswig) est la partie de l'ancien duché de Schleswig faisant partie du royaume du Danemark depuis 1920. La partie restée allemande est appelée le Schleswig du Sud.
Depuis l'époque viking jusqu'en 1864, la région du Schleswig est liée à la couronne danoise de différentes manières (d'abord directement, puis en tant que fief). De 1867 à 1920, le Schleswig fait partie de la province prussienne du Schleswig-Holstein. En 1920, le nord du Schleswig est rattaché au Danemark. De 1970 à la réforme territoriale de 2007, le territoire du Schleswig du Nord correspondait à celui du Jutland du Sud. Il couvre une superficie d'environ 5 794 km2.